# Parajoubinella concinna
Parajoubinella concinna är en kräftdjursart som beskrevs av Gurjanova 1977. Parajoubinella concinna ingår i släktet Parajoubinella och familjen Phoxocephalidae. Inga underarter finns listade i Catalogue of Life.